# Ерл Лонг
Ерл Кемп Лонг (англ. Earl Kemp Long; 26 серпня 1895 — 5 вересня 1960) — американський політик, триразовий губернатор штату Луїзіана від Демократичної партії, рідний брат сенатора Х'юї Лонга та дядько сенатора Рассела Лонга.
У 1936—1939 рр. він був заступником губернатора Луїзіани і ще як мінімум тричі мав можливість зайняти цю посаду. Проте в 1932 р. Ерл поступився спікеру легіслатури штату Джону Б. Форнету (John B. Fournet), в 1944 р. Дж. Емілю Верету (J. Emile Verret), а у 1959 консервативно налаштованому Кларенсу Айкоку (Clarence C. Aycock). Перший раз Форнета підтримав брат Ерла Х'юї, оскільки незважаючи на родинні стосунки в політиці відносини між братами не складались.

## Молоді роки і початок кар'єри
Ерл народився у Вінфілді в сім'ї Х'юї Пірса Лонга старшого (1852—1937) і Каледонії Палестини Тісон (1860—1913). Ерл був молодшим братом майбутнього конгресмена Джорджа Шенона Лонга і майбутнього губернатора Луїзіани і сенатора Х'юї Лонга. Ерл отримав освіту в Університеті імені Лойолли і в Ново-Орлеанській школі права.
Вперше Ерл став губернатором в 1939 р., після того як губернатор Річард Лічі був заарештований за економічні зловживання і коррупцію.
На праймеріз Демократичної партії Лонга обійшов консервативно налаштований адвокат Сем Джонс (Sam H. Jones).
В 1944 р. Лонг балатувався на посаду заступника губернатора в парі з колишнім конгресменом. Проте на внутрішньопартійних праймеріз поступився Дж. Емілю Верету.
У 1948 р. Лонг перемагає на губернаторських виборах Джиммі Девіса.